# Cheteoscelis undinaria
Cheteoscelis undinaria là một loài bướm đêm trong họ Geometridae.